# Raïon d'Ouglegorsk
Le raïon d'Ouglegorsk (russe : Углегорский райо́н) est l'une des dix-sept subdivisions administratives (raïons) de l'oblast de Sakhaline, à l'est de la Russie. En tant que division municipale, il est intégré à l'okroug urbain d'Ouglegorsk. Il est situé à l'ouest de l'oblast. Sa superficie est de 3 965,6 km2. Son centre administratif est la ville de Ouglegorsk. La population du raïon était de 12 156 (2010); 16 804 (2002) 28 022 (1989).